# 彼德拉伊塔
彼德拉伊塔是西班牙卡斯蒂利亚-莱昂阿维拉省的一座市镇。2022年1月1日它有1720名居民。 总面积29km2, 总人口2127人（2001年），人口密度73人/km2。彼德拉伊塔的中心被列入西班牙國家文物古蹟。

## 位置
彼德拉伊塔位于格雷多山脉内的一座河谷中，这里土壤肥沃。它的海拔高度为1065米。省城阿维拉位于它东北约65千米处。冬季冷，夏季虽然彼德拉伊塔的高度温暖。夏季月份基本上无雨，降水量少（约每年475毫米），降水比较均匀地分布在夏季以外的月份里。

## 人口发展
| 年     | 1857年 | 1900年 | 1950年 | 2000年 | 2017年 |
| 居民数 | 1951人 | 2936人 | 3136人 | 2169人 | 1823人 |

从1950年代开始农业机械化导致的就职人数下降使得当地居民数量大幅度降低。

## 经济
彼德拉伊塔传统的主要经济行业是农业，尤其是畜牧业。过去彼德拉伊塔是周围农场和牧场的手工业服务中心。过去数十年里出租度假住宅的旅游业也成为彼德拉伊塔的收入之一。

## 历史
当地最早的居民点是在凯尔特人时期形成的。估计在今天的镇外，离河比较近的地方，曾经有过一座罗马人和一座哥特人的住房。从8世纪开始伊比利亚半岛的大部分地区被穆斯林占领，当时当地没有人居住。传说约918年卡斯蒂利亚伯爵费尔南·冈萨雷斯重新占领当地，但是数年后摩尔人又回到这里。一直到11和12世纪当地才被重新占领，重新有人居住，镇周围还建造了一座城墙。1189年的一份文献里首次提到彼德拉伊塔这个地名。

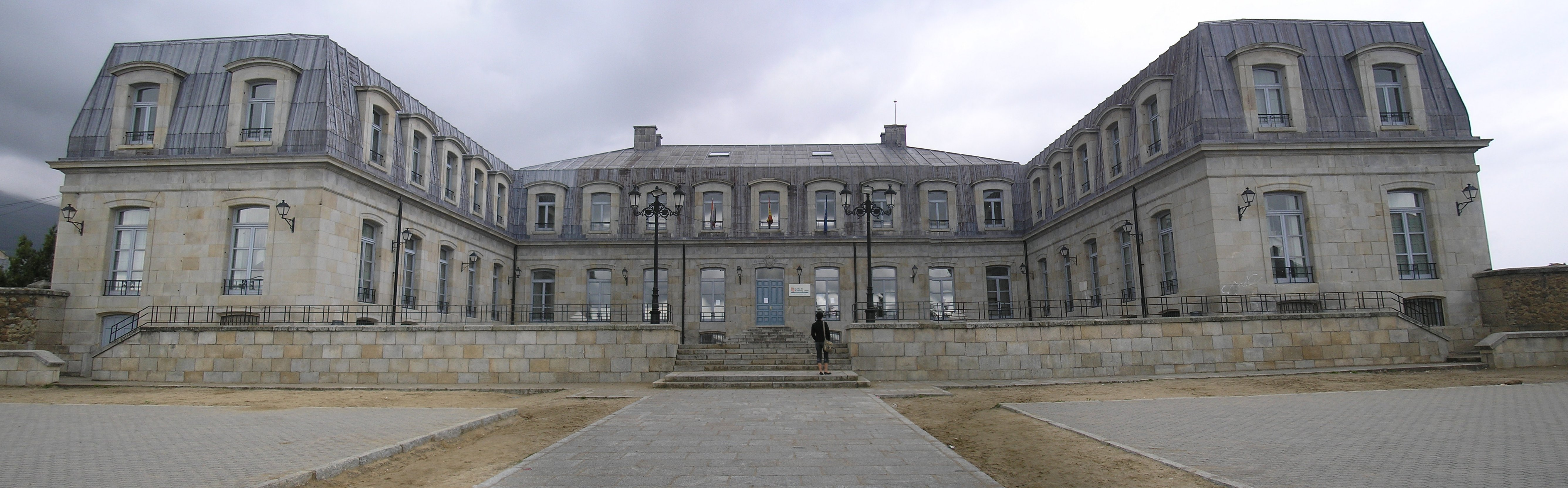
阿尔瓦公爵宫

估计从11世纪起当地就有贵族统治。从15世纪开始彼德拉伊塔属于从1465年被提升为阿尔瓦公爵的家族统治。这个家族的首府主要在托尔梅斯河畔阿尔瓦和马德里。1755年到1766年间他们在彼德拉伊塔镇外建造了一座法国式的夏宫。18世纪里阿尔瓦女公爵再次使得在彼德拉伊塔的夏宫兴旺。她与弗朗西斯科·戈雅是朋友，戈雅多次为女公爵画肖像。

## 名胜

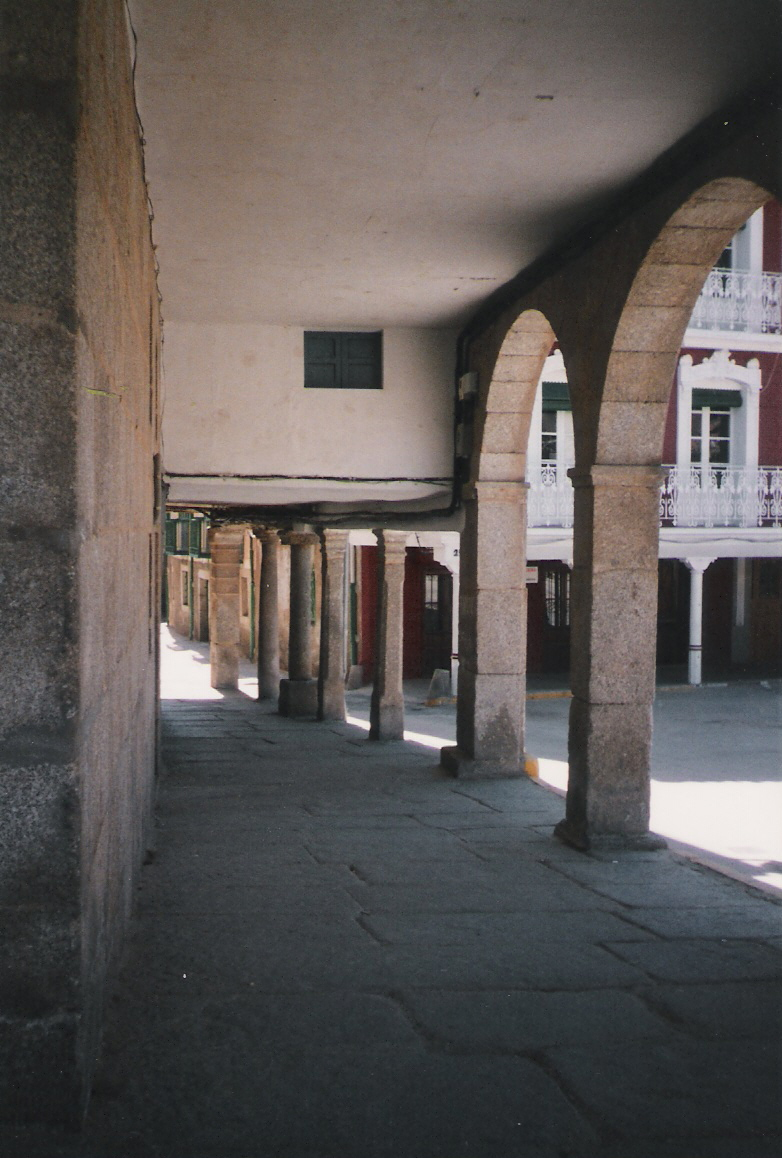
主广场上的拱廊楼

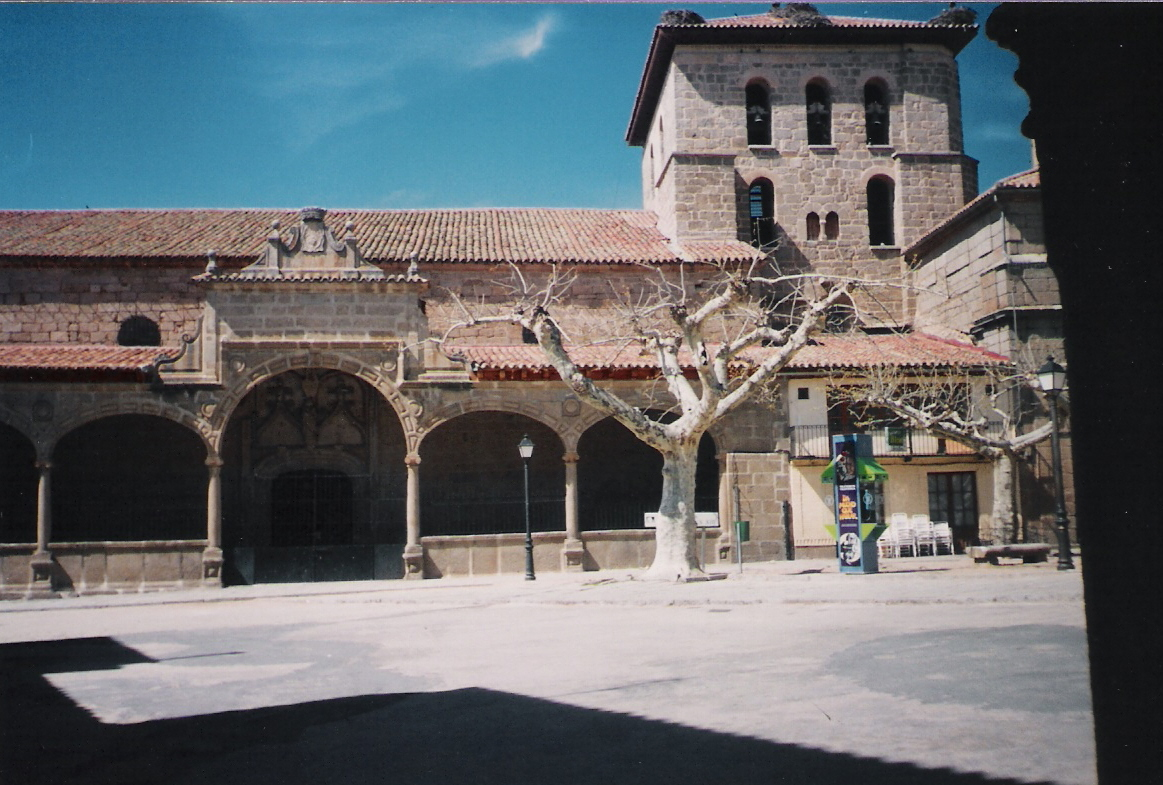
圣玛丽亚教堂

- 主广场是老城的中心，由拱廊楼房围绕，这些楼房可以为行人提供避雨和遮阳的地方。市场中心八角形的井是1727年建造的。
- 原来的圣玛丽亚教堂只有比较臃肿的钟楼留下。16世纪里教堂被改造，西侧增添了一道长廊，南侧修建了一座由五个拱门组成的前厅。这个前厅显然是按照布尔戈斯省、索里亚省和塞哥維亞省罗曼式教堂的南部前厅的榜样建造的。南边的大门上有圣母带圣婴的像，两层有拱形图案围绕，上方有尖顶。北侧的改建使得那里形成了多个小型的祈祷厅。今天教堂被改为宗教艺术博物馆，里面展出多扇圣坛屏风、多座雕像以及金制品[4]。
- 14世纪后半叶建造的道明會修道院一直使用到1834年和1835年的西班牙没收，今天是废墟。
- 1460年一名女贵族设立了一座修道院。修道院的门不显眼，其风格是伊斯兰式的，上面有石刻的阿尔瓦女公爵徽章。在小教堂里有一副阿隆索·卡諾画的画。2023年修道院被关闭，里面的修女迁往萨拉曼卡。她们带走了20多幅修道院所有的画和其它艺术品[5]。

附近：
- 阿尔瓦公爵的夏宫离彼德拉伊塔仅数千米距离。
- 镇外的小教堂是一个朝圣的地方。
- 1951年建造的斗牛场结合新摩尔式和新巴洛克式的建筑风格[6][7]。

## 名人
- 第三代阿尔瓦公爵费尔南多·阿尔瓦雷斯·德·托莱多，1507年出生于彼德拉伊塔